# La Jana (kommun i Spanien)
La Jana är en kommun i Spanien.   Den ligger i provinsen Província de Castelló och regionen Valencia, i den östra delen av landet, 300 km öster om huvudstaden Madrid. Antalet invånare är 757. Arean är 19,5 kvadratkilometer. La Jana gränsar till Canet lo Roig, Cervera del Maestre, Sant Mateu, Traiguera och Xert. 
Terrängen i La Jana är platt västerut, men österut är den kuperad.